# Ophiomitrella clavigera
Ophiomitrella clavigera is een slangster uit de familie Ophiacanthidae.
De wetenschappelijke naam van de soort werd in 1865 gepubliceerd door Axel Vilhelm Ljungman.